# Stenophrixothrix pallens
Stenophrixothrix pallens is een keversoort uit de familie Phengodidae. De wetenschappelijke naam van de soort is voor het eerst geldig gepubliceerd in 1885 door Berg.